# Mahapurush
Mahapurush (bengalisch মহাপুরুষ Mahāpuruṣ) ist ein indischer Spielfilm von Satyajit Ray aus dem Jahr 1965.

## Handlung
Auf einer Eisenbahnstation verteilt der von einer Menschenmenge als „Birinchi Babaji“ angebetete Guru seinen Segen. Während der Zugfahrt lernen sich der Witwer Gurupad und Birinchi Baba kennen. Birinchi Baba reist mit seinem Gehilfen und beeindruckt sofort mit einem Wunder – er „lässt die Sonne aufgehen“. Gurupad ist sofort von Birinchi Babas Charisma eingefangen.
Szenenwechsel. Der junge Satya stürmt ins Zimmer und erzählt seinen Freunden (schon etwas ältere Intellektuelle), seine Freundin Bujhki – Tochter von Gurupad – sei Jünger eines Guru geworden, den ihr Vater sich ins Haus geholt hat. Er bittet sie, ihm zu helfen, den Mann zu vertreiben. Sie machen sich zunächst ironisch lustig über sogenannte „Heilige“, dann holt der Freund Nibaran bei seinem Jugendfreund Professor Nani, dem Ehemann der Schwester Bujhkis, Erkundigungen über Birinchi Baba ein.
Er erfährt dabei die Philosophie des falschen Gurus. Birinchi Baba lässt seine Hände mit zueinander ausgestreckten Zeigefingern in entgegengesetzte Richtungen (symbolisch für Vergangenheit und Zukunft) kreisen, um seine Pseudo-Philosophie zu versinnbildlichen. Nach seiner Ansicht gibt es keine Gegenwart, da „die Zeit nicht stillsteht“. Birinchi Baba selbst sei zeit- und alterslos. Kopfschüttelnd hört Nibaran, die von Birinchi Baba verbreiteten Geschichten – er sein beim Fall von Kashi dabei gewesen, habe Jesus persönlich gekannt, war selbst schon alt als Gautama Buddha geboren wurde und habe schließlich Einstein höchstpersönlich die Relativitätstheorie gelehrt.
Die Freunde schauen sich das Schauspiel schließlich selbst einmal an und werden Zeuge wie Birinchi Baba unter seiner schon großen, gläubigen Anhängerschaft reicher Bürger seine Geschichten aus deren vorigen Leben verbreitet. Punkt 19 Uhr fällt er in eine (vorgetäuschte) Starre und wird davongetragen. Satya erfährt inzwischen von Bujhki, dass sie nur gute Miene zum bösen Spiel macht und den Heiligen lieber schnell wieder aus dem Haus hätte. Ein Plan zur Vertreibung des Gurus wird geschmiedet.
Birinchi und sein Gehilfe überlegen sich in ihrem Zimmer neue Tricks als Gurupad anklopft, um sich um deren Wohlbefinden zu erkundigen. Es stellt sich hernach heraus, dass auch der Hausdiener eingeweiht ist und 10 % der Einnahmen von den Jüngern abbekommt, da er den Zugang zum Haus und den Sessions Birinchi Babas regeln kann.
Mit einem fingierten Feuer zum Zeitpunkt des vorgetäuschten Samadhi Birinchi Babas, wird der Scharlatan entlarvt und aufgefordert, auf Nimmerwiedersehen zu verschwinden. Zuversichtlich gehen Birinchi Baba und sein Gehilfe einer „neuen Zukunft“ entgegen.

## Hintergrund
Mahapurush entstand nach der Kurzgeschichte Birinchi Baba von Rajsekhar Bose. Es ist eine Persiflage auf den in Indien weit verbreiteten Gurukult. Der Film wurde am 7. Mai 1965 im Verbund mit dem mittellangen Film Kapurush veröffentlicht.